# William Allingham

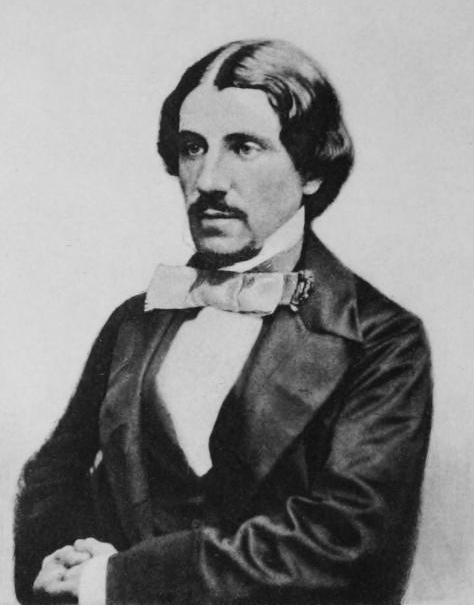
William Allingham

William Allingham (* 19. März 1824 oder 1828 in Ballyshannon, County Donegal, Irland; † 18. November 1889 in Hampstead, London) war ein irischer Literat und Dichter.
Allingham war der Sohn eines Bankangestellten englischer Herkunft. Er arbeitete bis  1870 für die Zollverwaltung und ab diesem  Zeitpunkt für Fraser’s Magazine. 1874 bis 1879 hatte er die redaktionelle Leitung dieser Zeitschrift inne, in Nachfolge von James Anthony Froude.
Allinghams erster Gedichtband erschien 1850, der zweite, Day and Night Songs, 1855, mit Illustrationen von Allinghams Freund Dante Gabriel Rossetti. Lawrence Bloomfield in Ireland, ein erzählendes Gedicht, das sich mit den sozialen Fragen Irlands befasste, erschien 1864.
1874 heiratete Allingham die erheblich jüngere Helen Paterson.
Weitere Werke: Fifty Modern Poems (1865), Songs, Poems, and Ballads (1877), Evil May Day (1883), Blackberries (1884), Irish Songs and Poems (1887), and Varieties in Prose (1893).
Allinghams bekanntestes Gedicht ist „The Faeries“. Seine gern zitierten Anfangszeilen lauten: Up the airy mountain/Down the rushy glen/We daren't go a-hunting/For fear of little men....